# Брод плови за Шангај
„Брод плови за Шангај“ је југословенски ТВ филм из 1991. године. Режирао га је Милош Радовић, по сценарију који је Биљана Максић написала према роману „Самац у браку“ Мир-Јам.

## Радња
Приказана је слика брака у којем тек венчани млади брачни пар не дели постељу. Какве све препреке и искушења и какве муке преживљавају супружници принуђени да пред светом приказују идиличан и узоран брачни живот. Испод те малограђанске среће нетрпељивост, љубав, јаке емоције и сузбијене страсти једне размажене Београђанке и амбициозног адвоката из провинције.

## Улоге
| Глумац              | Улога                   |
| ------------------- | ----------------------- |
| Светислав Гонцић    | Радмило Томић           |
| Весна Тривалић      | Љиљана                  |
| Снежана Богдановић  | Кума Јелка              |
| Бранимир Брстина    | Момчило                 |
| Бранка Пујић        | Маргита                 |
| Милутин Дапчевић    | Алекса                  |
| Саша Петровић       | Споменка                |
| Богдан Диклић       | Инжењер Воја Марковић   |
| Весна Станојевић    | Госпођа Софија Марковић |
| Александар Берчек   | Љиљанин отац            |
| Љиљана Драгутиновић | Љиљанина мајка          |
| Милан Штрљић        | Кум Ненад               |
| Дубравко Јовановић  | Жељко, Јелкин муж       |
| Војка Ћордић        | Дана                    |
| Стево Јовићевић     |                         |

### Специјални гост
- Тони Монтано